# エンブラエル・レガシー600

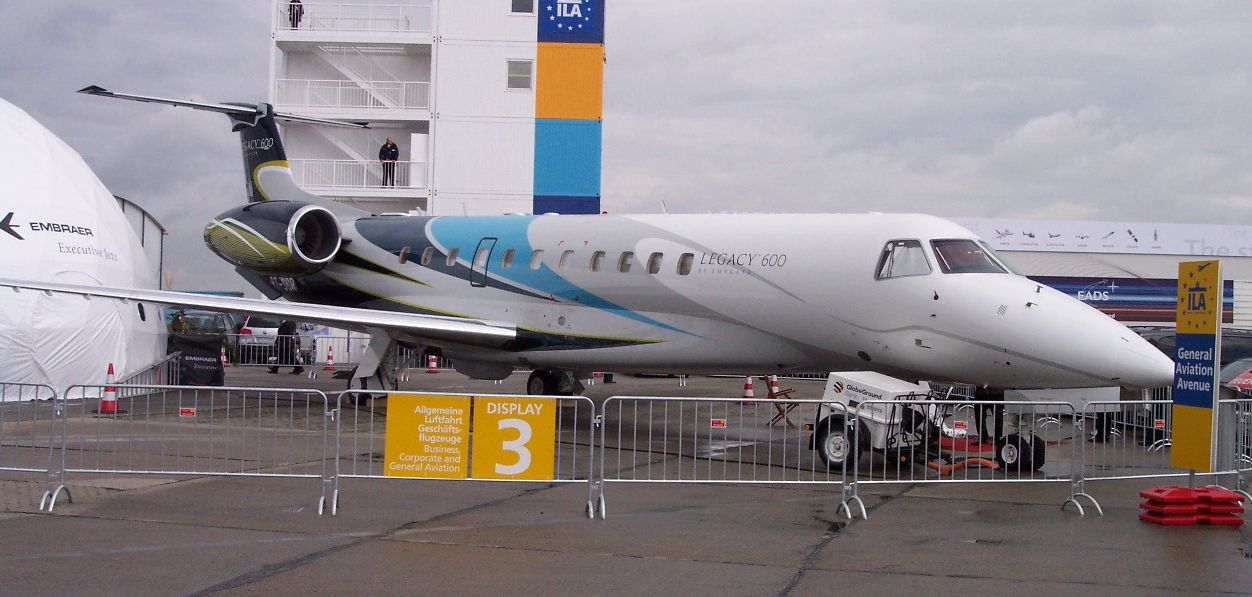
エンブラエル・レガシー600

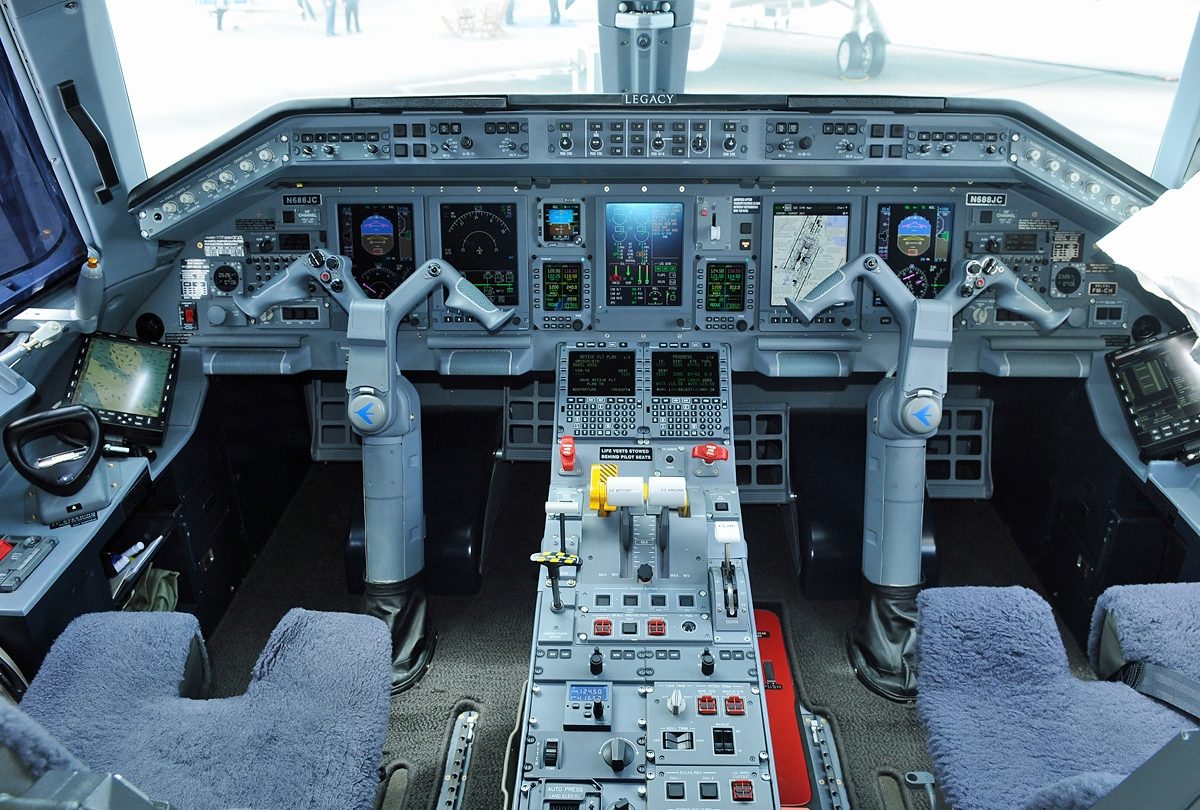
Cockpit

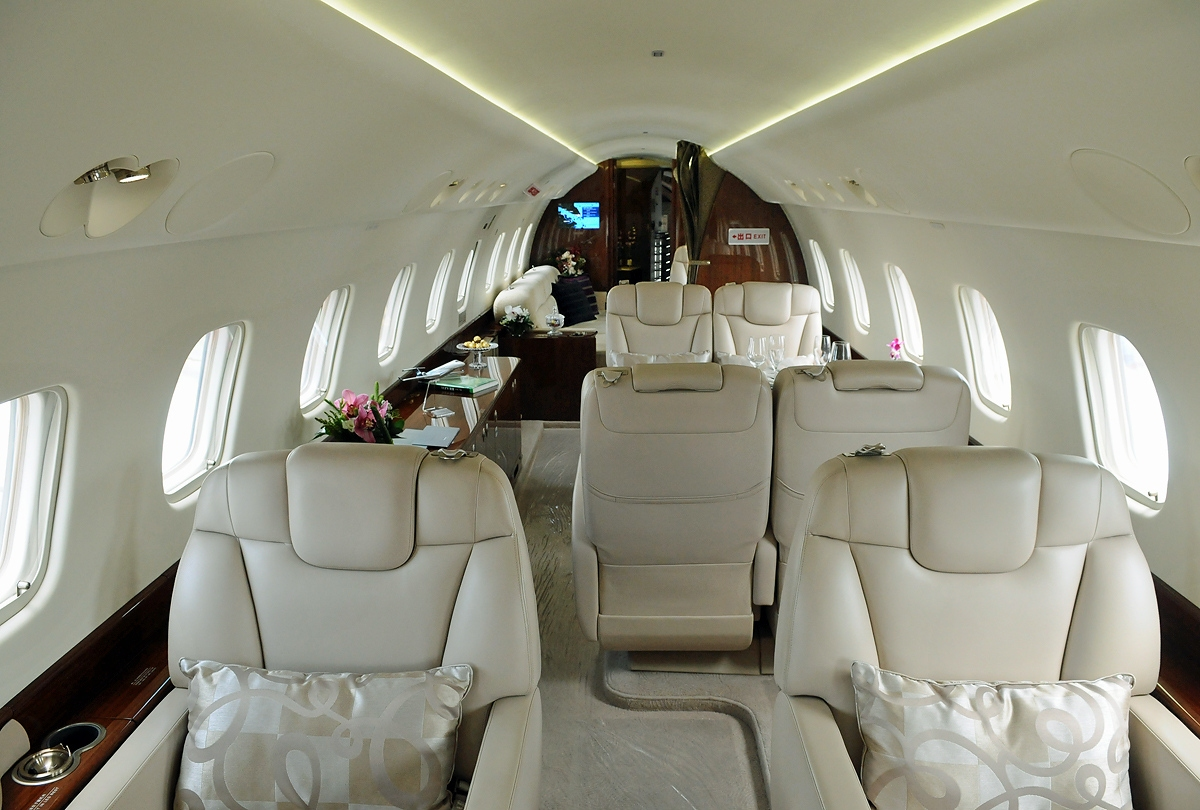
Interieur

エンブラエル・レガシー600 （Embraer Legacy 600）は、ブラジルの航空機メーカーであるエンブラエルが開発した双発のビジネスジェット機である。機体自体は同じエンブラエルが開発したコミューター旅客機ERJ 135の派生型であり、翼を改良した上に燃料タンクの追加などの相違点がある。

## 概略
エンブラエル・レガシー600が開発されたのは2000年のことであり、2006年現在17カ国に71機が販売されている。価格は2,300万USドルである。レガシー600のライバルとしてはカナダ、ボンバルディア・エアロスペース社のチャレンジャーシリーズなどがある。
機体は3つのセクションに分けられたキャビンを持つ13人から16人乗りの座席、もしくは旅客機仕様として19から37席の座席を設置できるとしたオプションがある。また、操縦系統はグラスコックピットとフライ・バイ・ワイヤが導入されているなど最新鋭技術が導入されている。
派生型として、燃料搭載量と最大離陸重量を増した長距離型レガシー650がある。
2006年9月に発生したゴル航空1907便墜落事故で、ボーイング737-800と空中衝突したもう一方の当事者となった。ゴル航空機はこれにより墜落したが、レガシー600は翼端のウィングレットを損傷したのみで済み生還した。

## 仕様
- 乗員 2名＋客室乗務員1名（オプション）
- 乗客 13名（客室）＋1名（コクピット補助座席）
- 全長 26.33m
- 翼幅 21.17m
- 高さ 6.76m
- 空虚重量 16,000Kg
- 最大離陸重量 22,500Kg
- エンジン ロールス・ロイスAE3007A ターボファンエンジン 33.0kN（7,420lbf）×2

## パフォーマンス
- 最大速度 834Km/h (450 knot、 518mph)
- 航続距離 6,019km (3,250nmi、3,740mile)
- 上昇限界高度 12,496m

乗員2人、乗客13人の場合。